# Ingrid Rudefors
Ingrid Maria Rudefors Vipper, född 4 augusti 1958 i Stockholm, är en svensk regissör, författare och filmproducent. 
Hon tillbringade första delen av sitt yrkesliv i New York, dit hon reste efter gymnasiet för att studera teater. I slutet av 1980-talet blev hon verksam i New Yorks independentfilmbransch.  
I Sverige  har hon regisserat ett flertal prisbelönade kortfilmer. Mellan 2008 och 2015 arbetade hon med bygga upp Stockholm film commission för Filmregion Stockholm Mälardalen. 
Hösten 2011 debuterade hon som författare med romanen Samtidigt på ett tak i Chinatown på Isaberg förlag.  Romanen utgavs på engelska i oktober 2015 av Triangle Ranch Publication i Seattle med titeln Meanwhile On A Roof In Chinatown.
Sedan 2016 vistas Rudefors åter i New York och arbetar som internationell kontakt för Filmregion Stockholm Mälardalen och Sweden Film Commission.

## Filmografi (filmer som haft svensk premiär)
- 1993 – A Woman's Point of View During Sex - regi, manus och producent
- 1994 – Vem är rädd för nyårsafton? - regi, manus och producent
- 1995 – An Exercise in Filmstyle - regi, manus och producent
- 1996 – Sista körningen - regi och manus
- 1999 – Turistaffären - regi och manus
- 2001 – Konsten att flagga - regi och manus
- 2005 – Sök - Produktionsledare
- 2006 – Underbara älskade - Line Producer
- 2007 – Pingpong-kingen - Line Producer
- 2008 – Sound of noise - Production Manager